# متان‌آندامید
متان‌آندامید (به انگلیسی: Methanandamide) یک ترکیب شیمیایی با شناسه پاب‌کم ۶۳۲۱۳۵۱ است. 